# Mecynoecia dannevigi
Mecynoecia dannevigi är en mossdjursart som beskrevs av Chapman 1941. Mecynoecia dannevigi ingår i släktet Mecynoecia och familjen Entalophoridae. Inga underarter finns listade i Catalogue of Life.